# 1951 au Maroc
Chronologie du Maroc
- 1947
- 1948
- 1949
- 1950
- 1951
- 1952
- 1953
- 1954
- 1955

Cet article présente les faits marquants de l'année 1951 au Maroc ou relatifs au Maroc.

## Événements
- 26 janvier, Maroc : crise entre le sultan Mohammed V ben Youssef et le général Juin, Résident général au Maroc, qui somme le sultan de se désolidariser du parti de l’Istiqlal et de se séparer de ses conseillers nationalistes. Devant la menace d’une déposition Mohammed V cède le 25 février[1].
- 28 août : le général Guillaume remplace le général Juin comme Résident général au Maroc[2].
- La Ligue du Maroc de football 1950-1951 est la 36e édition des championnats du Maroc et la 29e de cette ligue.
- Achèvement de l'Immeuble Liberté.